# Roses dans un vase
Roses dans un vase est une peinture à l'huile sur toile de Renoir (1841-1919) composée vers 1890. Elle fait partie de la collection du Musée d'Orsay (sous le n° d'inventaire MNR 580) et elle est déposée depuis 1986 au Musée de l'Évêché de Limoges. Cette petite toile mesure 29,5 cm de hauteur pour 33 cm de largeur.

## Description
Après sa phase impressionniste, au cours de laquelle il s’était davantage tourné vers le portrait ou les thèmes liés à la modernité, Renoir reprend sa tentative de nature morte, dont les Roses dans un vase sont un exemple fort. Le gros bouquet, qui se dilate dans toutes les directions, se caractérise par la présence de roses avec de grandes corolles et des pétales charnus qui remplissent toute la surface peinte. Elles sont disposées dans un vase de porcelaine blanche au décor floral. Le peintre a toujours fait le lien entre les fleurs et la beauté féminine. Il a admis qu’il a souvent peint ce genre de natures mortes, comme des croquis préparatoires pour ses nus féminins. Renoir, en effet, a toujours été frappé par la pertinence chromatique entre l’épiderme des femmes qu’il peignait et les pétales parfumés des fleurs, et est même allé jusqu’à modéliser en fonction des roses le teint de ses modèles.

## Histoire
Le tableau faisait partie de la collection d'Ambroise Vollard avant 1922. Saisi par les Allemands chez un propriétaire inconnu pendant l'Occupation, il est retrouvé en 1949 chez un particulier en Bavière, avec d'autres tableaux de même provenance, et il est enregistré le 4 mai 1949 au Munich Central Collecting Point. Il est sorti le 3 juin 1949 pour la France et attribué au Musée du Louvre par l'Office des biens et intérêts privés en 1951, puis transféré au Musée du Jeu de Paume aussitôt. Ce tableau est déposé au Musée municipal des Beaux-Arts de Limoges (Musée de l'Évêché) en 1986 où il est désormais exposé.